# Capitalisme monopoliste d'État
Pour les articles homonymes, voir CME.

Karl Marx.

Le capitalisme monopoliste d'État (CME) est un concept marxiste qui désigne un stade ou une forme du développement du capitalisme caractérisé par la disparition de la concurrence et l'apparition d'une forme monopolistique d'économie soutenue par l'État. Ce concept a été développé par le théoricien social-démocrate Rudolf Hilferding dans son ouvrage Das Finanzkapital (1910), avant d'être repris par Lénine dans son étude sur l'impérialisme, pendant la Révolution  et en 1918.
 
En France, le principal théoricien du capitalisme monopoliste d'État est Paul Boccara, notamment dans son Étude sur le capitalisme monopoliste d'État, sa crise et son issue.

## Histoire
Le CME correspond selon certains auteurs marxistes au stade établi après la Seconde Guerre mondiale, caractérisé par l'importance des secteurs publics de financement, de production et de consommation. Il se caractérise par des « dévalorisations structurelles du capital », c'est-à-dire des fonds ne réclamant pas la valorisation normale par le taux de profit, mais un taux réduit, nul, voire négatif avec des pertes, afin de soutenir l'accumulation dans la société et la rentabilité des capitaux monopolistes privés, à la suite de la sur-accumulation durable de la crise structurelle de l'entre-deux-guerres.
Il se caractérise par un contrôle de la vie économique par l'État et par quelques grandes multinationales, un afflux important de fonds publics vers celles-ci par l'intermédiaire entre autres de commandes publiques (en particulier d'armement), et une sous-profitabilité des entreprises publiques qui permet de détourner une part des profits vers les entreprises privées, compensant ainsi la « baisse tendancielle du taux de profit ou plus exactement la sur-accumulation (excès d'accumulation par rapport au profit possible freinant la croissance et développant le chômage). Il conduit, après un quart de siècle d'expansion, à une nouvelle sur-accumulation durable et une nouvelle crise systémique qui se manifeste dès la fin des années soixante dans le monde capitaliste, avec la crise du capitalisme monopoliste d'État (montée graduelle du chômage, de l'accumulation financière, des privatisations et du libéralisme mondialisé).
En 1960, 81 partis communistes réunis à Moscou adoptent la théorie du capitalisme monopoliste d'État : « Appliquée en France de manière privilégiée dans l'analyse du gaullisme, elle conduit le PCF à organiser, en mai 1966, à Choisy-le-Roi, une conférence internationale sur le capitalisme monopoliste d'État, puis à publier un peu plus tard (1977) deux gros volumes qui composent le Traité marxiste d'économie politique ».
La théorie du capitalisme monopoliste d'État a également connu une réception significative dans l'aile gauche de la sociale-démocratie européenne. Ainsi, Andreas Babler, futur leader du SPÖ autrichien, s'est d'abord illustré par son soutien politique à la théorie du Stamokap dans les instances du parti.

## Analyses
Pour Pierre Birnbaum, « la théorie du capitalisme monopoliste d'État ne diffère guère de celles qui étaient auparavant élaborées pour rendre compte du pouvoir des deux cents familles ».
Louis Althusser qualifiait le « capitalisme monopolistique d'État » de « point zéro de la théorie marxiste » (rapporté in Le Monde, édition du 25 juillet 2007).
Selon l'entrée qu'y consacre Alain Badiou dans son Dictionnaire mao, cette « forme d'organisation sociale et économique », où l'on voit « l'État posséder et gérer une part considérable des moyens de production », peut « relever de difficultés conjoncturelles du capitalisme « normal » (c'est le cas de la France, où cette forme sera remise en question à partir des années 1980 du dernier siècle), ou elle peut être systémique, comme en Russie où ne fait que s'installer, depuis quelques décennies, un capitalisme « normal », ou en Chine, où le profit dégagé va pour l'essentiel aux cadres du parti « communiste » au pouvoir ».